# Hortaleza
 Der er for få eller ingen kildehenvisninger i denne artikel, hvilket er et problem. Du kan hjælpe ved at angive troværdige kilder til de påstande, som fremføres i artiklen.

Hortaleza er det 16. af de 21 distrikter i Spaniens hovedstad, Madrid. Distriktets areal er 27,4 km², og det har mere end 161.000 indbyggere.
Fodboldholdet Real Madrids formand, Florentino Pérez, er blandt andre født i Hortaleza.